# Сайн-Витгенштейн-Берлебург, Эмилий-Карл Людвигович
Эмилий-Карл Людвигович Сайн-Витгенштейн-Берлебург (нем. Emil zu Sayn-Wittgenstein-Berleburg; 21 апреля 1824 — 16 сентября 1878) — светлейший князь из дома Спонхеймов, участник покорения Кавказа и Крымской войны. Старший брат генерал-лейтенанта Фердинанда Сайн-Витгенштейн-Берлебурга.

## Биография
Родился в 1824 году в Дармштадте, где отец его принц Август-Людвиг Сайн-Витгенштейн-Берлебургский — личный друг великого герцога Гессенского Людвига II — командовал кавалерийским полком.
В возрасте 16-ти лет Витгенштейн, в качестве адъютанта принца Эмилия Гессенского, посетил Санкт-Петербург по случаю бракосочетания принцессы Марии Гессенской с наследником цесаревичем Александром Николаевичем, а в 1849 году перешёл в русскую службу капитаном, был зачислен в Нижегородский драгунский полк, назначен адъютантом к главнокомандующему Кавказской армией, графу Воронцову; в составе нижегородцев неоднократно принимал участие в делах с горцами.
Вызванный скоро в Санкт-Петербург, Витгенштейн 24 января 1852 года был назначен флигель-адъютантом к императору Николаю I и вернулся на Кавказ только в 1854 году, к началу войны с Турцией. Прибыв к действующей армии, он в чине подполковника возглавил 1-й сводный Линейный казачий полк. За боевые подвиги Витгенштейн 8 июля 1856 года получил орден св. Георгия 4-й степени (№ 9925 по списку Григоровича — Степанова)
За отличие при штурме крепости Карса 17-го Сентября 1855 года
В 1856 году Витгенштейн был послан в Париж с протоколом мирного договора и оставался за границей до 1863 года, когда вернулся в Россию, чтобы принять участие в усмирении польского мятежа, и был 13 марта 1863 года произведён в генерал-майоры свиты. В 1866 году Витгенштейн вышел в отставку с чином генерал-лейтенанта.
С началом войны с Турцией 1877—1878 годов Витгенштейн снова вернулся на службу и в составе Императорской главной квартиры участвовал в походе за Дунай.

## Награды
российские:
- Орден Святой Анны 3 ст. (1841)
- Орден Святой Анны 2 ст. с императорской короной (1845)
- Золотая сабля «За храбрость» (1851)
- Орден Святого Владимира 4 ст. с мечами (1856)
- Орден Святого Георгия 4 ст. (1856)
- Орден Святого Владимира 3 ст. с мечами (1864)
- Орден Святого Станислава 1 ст. (1864)

иностранные:
- Гессен-Дармштадтский Орден Людвига 1 ст. (1852)
- Гессен-Дармштадтский Орден Филиппа Великодушного 1 ст. (1852)
- Персидский Орден Льва и Солнца 2 ст. со звездой (1853)
- Греческий Орден Спасителя 3 ст. (1854)
- Вюртенбергский Орден Вюртембергской короны 2 ст. (1854)
- Французский Орден Почетного Легиона офицер (1856)
- Прусский Орден Красного Орла 2 ст. (1860)
- Звезда к прусскому Ордену Красного Орла 2 ст. (1861)
- Неаполитанский Орден Святого Януария (1865)
- Саксен-Веймарский Орден Белого сокола (1865)

## Семья
Светлейший князь Витгенштейн женился 15 июня 1856 года на румынской княжне Пульхерии Николаевне Кантакузен, одна дочь:
- Лусия была женой Виктора, наследного принца Шёнбург-Вальденбургского, в браке родились дочь и сын
  - Отто Витор фон Шенбург-Вальденбург (1882—1914), женат с 1904 года на Элеонор Сайн-Витгенштейн-Берлебург (1880—1965), двоюродной сестре своей матери
  - София Албанская (1885—1936)

После смерти Пульхерии заключил в 1868 году морганатический брак с Камиллой Стефаньской (9.02.1840 — 19.08.1865), польской балериной незнатного происхождения. Познакомились в Санкт-Петербурге, где она танцевала Жизель. За неделю до свадьбы Камилла получила от великого герцога Гессенского титул баронессы Клейдорф, чтобы князь женился на ней. Этот же титул носили их дети.
- Людвиг фон Клейдорф (1869—1918)
- Виллем Франц Отто фон Клейдорф (1871—1914), женился на дочери промышленника Лили Бенкизер (1869—1961), брак бездетный
- Эмиль фон Клейдорф (1874—1949), в 1898 году он женился на Пауле Буш (1877—1962), племяннице американского пивовара и мультимиллионера Адольфа Буша, четверо детей:
  - Анита фон Клейдорф (1899—1987), замужем за Вальтером Варлимонтом (1894—1976)
  - Камилла фон Клейдорф (1903—1905)
  - Лилли-Алекса фон Клейдорф (1906—1966), замужем за Альфред Китциг (1902—1964)
  - Эрнст-Гюнтер фон Клейдорф (1907—1985), женат на Энн Фулкрод (1922—1995)

## Мемуары
Его «Воспоминания» напечатаны в «Русской старине» в 1900 году. Редакция этого журнала, рекомендуя автора их человеком, «одаренным от природы живым пытливым умом, тактом, необычайной энергией и храбростью», говорит, между прочим, что «душой он был истый немец». Проживая после Восточной войны за границей, Витгенштейн написал и напечатал на немецком языке книгу «Кавалерийские очерки»; перевод её напечатан был в 1862 году в «Военном сборнике» и вызвал коллективный протест 106-ти офицеров против телесных наказаний, рекомендуемых Витгенштейном, протест этот был напечатан в «Северной пчеле» (№ 85). Заявляя, что до Витгенштейна, который «обдумывал, написал и напечатал свои взгляды по-немецки», им дела нет, 106 офицеров писали, что им неприятно видеть «дикие суждения иностранцев» в журнале, существующем не для того, чтобы распространять невежество и поддерживать взгляды, доказывающие возмутительное непонимание духа русского и потребностей общества.